# Peter Sutermeister
Peter Sutermeister (* 28. Mai 1916 in Feuerthalen; † 3. Januar 2003 in Altavilla) war ein Schweizer Rechtsanwalt, Schriftsteller und Librettist.

## Biografie

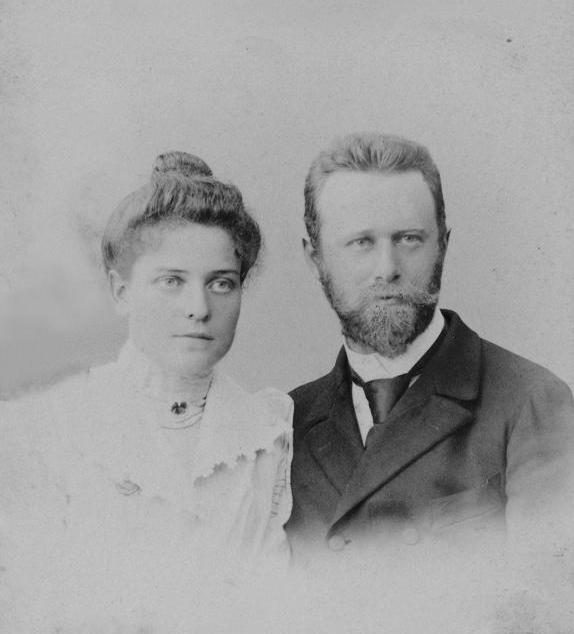
Sutermeisters Eltern Maria Hunziker und Friedrich Sutermeister

Peter Sutermeister wurde 1916 als zweitjüngstes Kind des Pfarrers Friedrich Sutermeister (1873–1934) geboren; sein Heimatort war Zofingen; zu seinen Geschwistern zählten Hans Martin Sutermeister und Heinrich Sutermeister. Peter Sutermeister studierte Kunstgeschichte, Theologie und Rechtswissenschaft an der Universität Bern, wo er mit einer Arbeit über die rechtliche Stellung der Filmunternehmer in Bezug auf den urheberrechtlichen Schutz der Filmautoren (1955 veröffentlicht) promovierte. Von 1942 bis 1953 wirkte er «als Rechtsanwalt und Journalist».
Früh wandte sich Sutermeister der Literatur und Oper zu; seinen grössten Erfolg als Librettist feierte er mit dem Liberetto der zweiaktigen Oper Raskolnikoff, das er nach der Vorlage von Dostojewski schrieb; die Musik stammte von seinem Bruder Heinrich Sutermeister; die Premiere fand 1948 in der Königlichen Oper Stockholm statt. Von 1953 bis 1966 war Sutermeister Generalsekretär des Schweizerischen Nationalfonds. Er war auch Gemeindepräsident seines langjährigen Wohnortes Altavilla FR, wo er 2003 gestorben ist. In seinen Schriften befasste sich Sutermeister unter anderem mit den Biografien von Felix Mendelssohn Bartholdy und Robert Schumann, mit dem Barock und dem Bodensee sowie mit theologischen Themen.

## Publikationen

### Sachbücher
- Felix Mendelssohn Bartholdy: Lebensbild mit Vorgeschichte von Peter Sutermeister. Ex Libris Verlag, Zürich 1949.
  - Als Herausgeber: Felix Mendelssohn Bartholdy. Briefe einer Reise durch Deutschland, Italien und die Schweiz: Mit Aquarellen und Zeichnungen aus Mendelssohns Reiseskizzenbüchern. Niehans Verlag, Zürich 1958.
  - Als Herausgeber: Felix Mendelssohn Bartholdy: Eine Reise durch Deutschland, Italien und die Schweiz: Briefe, Tagebuchblätter, Skizzen. 3. Auflage. Heliopolis Verlag, Tübingen 1998, ISBN 3-87324-112-9.
- Robert Schumann: Sein Leben nach Briefen, Tagebüchern und Erinnerungen des Meisters und seiner Gattin. Ex Libris Verlag, Zürich 1949; und: Deutsche Buch-Gemeinschaft, Berlin/Darmstadt 1951.
  - Robert Schumann: eine Biographie nach Briefen, Tagebüchern und Erinnerungen von Robert und Clara Schumann. Heliopolis Verlag, Tübingen 1982, ISBN 3-87324-052-1.
- Die rechtliche Stellung der Filmunternehmer in bezug auf den urheberrechtlichen Schutz der Filmautoren. Verlag für Recht und Gesellschaft, Basel 1955.
  - Das Urheberrecht am Film. Verlag für Recht und Gesellschaft, Basel 1955.
- Mit Paul Huber: Athos, wundertätige Ikonen. Hallwag, Bern 1965.
- Mit Ulrich Mack: Pferde. Hallwag, Bern 1965 oder 1966.
- Mit Jeannine Le Brun: Barocke Welt in Raum und Zier: Barockkunst in Schwaben und Altbayern. Hallwag, Bern 1966.
  - Mit Jeannine Le Brun: Barocke Welt in Raum und Zier: Barockkunst in Schwaben und Altbayern. 2. Auflage. Gondrom, Bayreuth 1976.
- Mit Jeannine Le Brun. Barockreise um den Bodensee. Thorbecke, Sigmaringen 1978, ISBN 3-7995-2011-2.
- Die verlorene Dimension: Gespräche über ein sinnvolles Leben heute. Katzmann Verlag, Tübingen 1979, ISBN 3-7805-0383-2.
- Der Mensch im Bodenseeraum. Thorbecke, Sigmaringen 1986.
- Der Mensch am Bodensee: ein Panorama seiner Geschichte. Thorbecke, Sigmaringen 1989, ISBN 3-7995-2012-0.

### Romane/Parabel
- Die versunkene Stadt. Vineta Verlag, Basel 1951.[10]
- Serge Derrick. Atlantis Verlag, Zürich 1963.
- Papst Petrus der Zweite: eine Parabel in drei Akten. Friedrich Reinhardt Verlag, Basel/Kassel 1992, ISBN 978-3-7245-0750-5.[11]

### Theater-Aufführungen
- Niobe: Oper in 2 Akten für Sopran, Doppelchor, Ballett und Orchester (Musik von Heinrich Sutermeister). Libretto. Schott Music, Mainz 1946.
  - Niobe: Oper in 2 Akten für Sopran, Doppelchor, Ballett und Orchester (Musik von Heinrich Sutermeister). Nachdruck. Schott Music, Mainz 1977?.
- Raskolnikoff (Schuld und Sühne): Oper in 2 Akten. Libretto. Schott Music, Mainz 1947 oder 1948.
- Die Vision. Uraufgeführt im Jahr 2000.

### Hörspiele/Radiosendungen
- Die drei Geister. Schweizer Radio DRS, Zürich 1943.
- Dichterliebe. Schweizer Radio DRS, Zürich 1951.
- Robert Schumann. Schweizer Radio DRS, Zürich 1954.

### Vortrag
- Probleme des akademischen Nachwuchses in der Schweiz: Vortrag gehalten am 28. November 1961 in der Universität Bern. Nationalfonds zur Förderung der wissenschaftlichen Forschung, 1961.